# Высотный (Белореченский район)
Высо́тный — посёлок в Белореченском районе Краснодарского края. Входит в состав Первомайского сельского поселения.

## Географическое положение
Расположен в 8 км от центра поселения и в 25 км от районного центра.

## История
Посёлок Высотный Белореченского района зарегистрирован 28 октября 1958 года решением Краснодарского крайисполкома на месте 3-го отделения совхоза «Бжедуховский».

## Население
| 2002 | 2010 |
| ---- | ---- |
| 343  | ↘261 |

## Улицы
- ул. Красная,
- ул. Крестьянская,
- ул. Молодёжная,
- ул. Низовая,
- ул. Центральная.